# Saint-Cricq, Gers
Saint-Cricq är en kommun i departementet Gers i regionen Occitanien i sydvästra Frankrike. Kommunen ligger i kantonen Cologne som tillhör arrondissementet Auch. År 2022 hade Saint-Cricq 290 invånare.

## Befolkningsutveckling
Antalet invånare i kommunen Saint-Cricq
Referens:INSEE